# 橋本惠
橋本 惠（はしもと さとし、1954年 - ）は、日本の医師、著作家。
医療法人みつばち会理事長、一般社団法人NMN機能性表示食品研究開発協会理事長。日本心臓病学会特別会員、日本循環器学会認定循環器専門医、日本内科学会認定内科医、日本不整脈学会会員、診療情報管理士、日本診療情報管理学会会員ほか。
1997年、遠戚にあたる旧陸軍軍人岩畔豪雄大佐（終戦時少将）の行った太平洋戦争回避工作「神父工作」をより多くの人々に知ってもらいたいと、『謀略：かくして日米は戦争に突入した』を出版。
また、『やさしく読める心電図』https://books.rakuten.co.jp/rb/1321358/　は、イラストでわかりやすく解説するハウツー本の先駆けとなった。

## 経歴
1980年京都大学医学部卒。1981年兵庫県立柏原病院内科医員。1982年大津赤十字病院循環器科医員。
1987年京都大学大学院医学研究科修了。1987年国立循環器病センター内科循環器部門医員、厚生技官。
1989年京都大学医学部助手。1994年京都大学医学部講師。1995年京都大学大学院医学研究科講師。
1995年6月より木津屋橋武田病院院長。2020年３月より医療法人みつばち会理事長。
2021年12月より一般社団法人NMN機能性表示食品研究開発協会理事長。

## 著書
- 『謀略 かくして日米は戦争に突入した』、早稲田出版、1999年、ISBN 9784898272008。
- 『やさしく読めるしんでんず イラストと図解でよくわかる』、日総研出版、2001年、ISBN 9784890145195。